# Джавід Тагієв (футболіст)
Джавід Габіл огли Тагієв (азерб. Tağıyev Cavid Qabil oğlu, нар. 22 липня 1992, Товуз, Азербайджан) — азербайджанський футболіст, півзахисник клубу «Сабаїл».

## Клубна кар'єра
Джавід Тагієв народився у містечку Товуз і грати у футбол почав у місцевій команді «Туран». З 2008 року Тагієва почали залучати до матчів першої команди, що грала у Першому дивізіоні. Влітку 2012 року футболіст перейшов до столичного клубу АЗАЛ, з яким підписав дворічний контракт. У березні 2013 року за підсумками голосування, яке проводила АФФА, Тагієв став автором найкрасивішого голу у матчах Прем'єр - ліги.
У 2014 році Тагієв став гравцем клубу «Карабах», з яким двічі вигравав чемпіонат Азербайджану і національний кубок.
Пізніше в кар'єрі футболіста були виступи в клубах «Зіря» та «Сумгаїт». У 2021 році Тагієв приєднався до клубу «Сабаїл».

## Збірна
В період з 2015 по 2016 роки Джавід Тагієв зіграв два матчі  у складі національної збірної Азербайджану.

## Досягнення
Карабах
 Чемпіон Азербайджану (2): 2014/15, 2015/16
 Переможець Кубка Азербайджану (2): 2014/15, 2015/16